# Hardcore (pornografie)

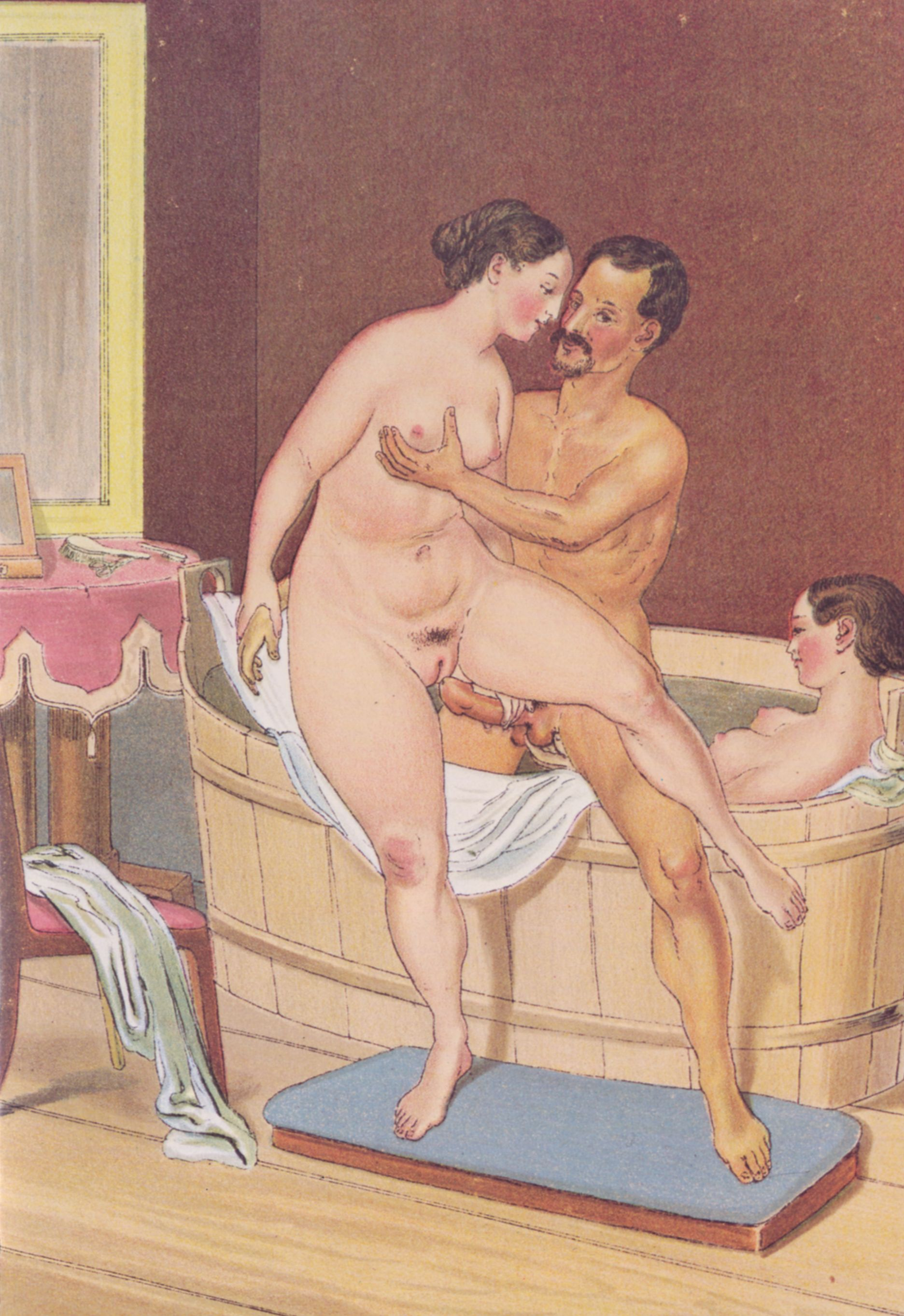
Dobová kresba s prvky hardcore

Hardcore je směr pornografie, který se explicitně zabývá sexuálním aktem. Pojem byl zaveden ve druhé polovině 20. století pro odlišení od erotiky či náznakového zobrazování sexuality.
Hlavním znakem, odlišujícími hardcore od měkčích forem pornografie, je přímé zobrazování pohlavního styku včetně detailů pohlavních orgánů, jejich dráždění, erekce a ejakulace.